# Чулочка (місцевість)
Чулочка — народний топонім, розмовна назва місцевості Житомира в районі панчішної фабрики «Україна».

## Розташування
Місцевість знаходиться у північно-західній частині Житомира, в Богунському адміністративному районі. Розташована на лівому березі річки Кам'янки. Народний топонім охоплює територію в межах проспекту Миру, вулиць Клосовського, Вільський Шлях, Богунської, майдану Визволення та суміжних з ними кварталів.  

## Історичні відомості
Житомирська панчішна фабрика, від розмовної назви якої походить назва місцевості, запрацювала в 1935 році на північно-західній околиці міста на базі шпилько-колодочної фабрики. У свою чергу, шпилько-колодочна фабрика — колишнє підприємство Рудольфа Тайбера, націоналізоване у 1921 році. Підприємство засноване Тайбером у 1896 році під назвою «Паровая фабрика деревянных сапожныхъ гвоздей, колодокъ и других деревянныхъ изделій» та знаходилося за адресою: м. Житомир, Вільсько-Шосейна вулиця (нині проспект Миру). Старий корпус фабрики зберігся дотепер.
Станом на 1915 рік основна частина нинішньої місцевості Чулочка та підприємство Тайбера знаходилися на території хутора Кокоричанка. На півночі з Кокоричанкою межували землі села Соколова Гора. На території Соколової Гори перебувала права (північна) сторона нинішньої Богунської вулиці. На захід від нинішньої Чулочки, тодішньої Кокоричанки, на протилежному, правому березі річки Кам'янки розташовувався хутір Врангелівка (згодом — Богунія).
Кокоричанка заселена наприкінці XVIII ст. як заміський хутір шляхтича Білецького. На початку ХІХ ст. землі хутора перейшли у власність відставного ротмістра Каракуліна. В цей час частина Кокоричанки виділяється в окреме поселення, відоме як слобода Каракулі.
Протягом перших десятиліть XX століття місцевість довкола шпилько-колодочної фабрики була малозабудованою. Вільсько-Шосейна вулиця (тепер проспект Миру) до Богунського мосту забудовувалася невеликими садибами. Нерегулярна забудова існувала вздовж нинішніх вулиць Богунської та Вільського Шляху, 4-го Вільського провулка.   
У листопаді 1937 року до панчішної фабрики здійснено запуск пасажирського трамвая. Трамвайний рух здійснювався по новозбудованій дільниці однієї трамвайної колії, що простяглася по вулиці Карла Лібкнехта (тепер вулиця Перемоги та проспект Миру), від православного кладовища до району панчішної фабрики. Трамвай забезпечив підвіз робітників до Держмлина № 5, цегельного заводу, соколовських кар'єрів, панчішної фабрики. Трамвайний маршрут до панчішної фабрики проіснував до 1964 року, з перервами протягом Другої світової війни. Внаслідок пошкоджень під час воєнних дій трамвайної колії на дільниці між православним кладовищем і Червоним провулком, до 1948 року маршрут по вулиці Карла Лібкнехта від Червоного провулка до панчішної фабрики існував автономно від трамвайної мережі міста. Зруйновану дільницю лінії в 1948 році відбудовували силами працівників трамвая, а також трудових колективів маслозаводу, держмлина № 5, панчішної фабрики, курсантів військового училища. У квітні 1948 року лінія від Маслозаводу (православного кладовища) до Богунії (панчішної фабрики) була відновлена, рух здійснював маршрут № 4. З 1964 року до панчішної фабрики курсує тролейбус.   
У 1930-х роках у місцевості заснований єврейський хмелярський колгосп «Друкар-Колективіст», створений з числа працівників Житомирської окружної (обласної) друкарні.  Господарський двір та споруди колгоспу у 1930-х роках знаходилися на місці провулків Друкарського й Тайберів (колишніх Колгоспних). Згодом колгосп називався на честь XVII з'їзду КПРС, потому — ім. XVIII з'їзду КПРС. Після Другої світової війни колгосп отримав назву ім. Мічуріна.
У 1950 — 1960-х рр. місцевість на схід та південь від корпусів панчішної фабрики почала забудовуватися індивідуальними житловими будинками працівників фабрики. Виникли провулки Фабричні, Колгоспні (наразі провулки Тайберів та Друкарський), Кар'єрні, Люби Шевцової, Сергія Тюленіна та Туркенича. Нові житлові квартали на півночі межували з селищем Соколова Гора, на півдні оточені землями колгоспу ім. Мічуріна. Колгосп проіснував до початку багатоповерхової житлової забудови місцевості, до 1980-х років. Новозбудований мікрорайон з проектною назвою Північно-Західний, що складався з 8-16 поверхових житлових будинків та будівель громадського призначення, невдовзі дістав назву Хмільники, оскільки постав переважно на землях, де знаходилися плантації хмелю колгоспу ім. Мічуріна. Новобудови простягалися уздовж вулиці Карла Лібкнехта, яку в 1980-х роках було розширено до параметрів проспекту. Під вуцицею побудовано перший в місті підземний пішохідний перехід. Всередині мікрорайону Хмільники утворено нові вулиці Олександра Клосовського, Маликова, Польський бульвар.          
У 2016 році в ході декомунізації в районі Чулочки декільком топонімічним об'єктам надано історично обґрунтовані назви. 1-й Колгоспний провулок отримав назву провулок Тайберів — пов'язану з іменем Рудольфа Тайбера — засновника і власника підприємства, на базі якого запрацювала панчішна фабрика. 2-й Колгоспний провулок дістав назву Друкарський провулок, оскільки поруч існував колгосп «Друкар-Колективіст».